# Estádio Free State
O Estádio Free State (em inglês:  Free State Stadium), também denominado Vodacom Park por razões de direitos de nome, é um estádio de futebol localizado na cidade de Bloemfontein, na África do Sul. Inaugurado em 1955, o estádio passou por duas grandes remodelações para que pudesse sediar a Copa do Mundo de Rugby de 1995, a Copa do Mundo FIFA de 2010 e o Campeonato das Nações Africanas de 2014, de modo que expandiram a capacidade de público do estádio para os atuais 42 000 lugares.
O estádio é oficialmente a casa onde tanto o clube de rugby Free State Cheetahs quanto o clube de futebol Bloemfontein Celtic mandam seus jogos oficiais.

## Copa do Mundo FIFA de 2010
| Data   | Hora (UTC+2) | 1ª equipe  | Placar | 2ª equipe     | Fase    | Público |
| ------ | ------------ | ---------- | ------ | ------------- | ------- | ------- |
| 14 jun | 11:00        | Japão      | 1–0    | Camarões      | Grupo E | 30 620  |
| 17 jun | 16:00        | Grécia     | 2–1    | Nigéria       | Grupo B | 31 593  |
| 20 jun | 13:30        | Eslováquia | 0–2    | Paraguai      | Grupo F | 26 643  |
| 22 jun | 16:00        | França     | 1–2    | África do Sul | Grupo A | 39 415  |
| 25 jun | 20:30        | Suíça      | 0–0    | Honduras      | Grupo H | 28 042  |
| 27 jun | 16:00        | Alemanha   | 4–1    | Inglaterra    | Oitavas | 40 510  |